# Galumna longiclava
Galumna longiclava är en kvalsterart som beskrevs av Pérez-Íñigo och Baggio 1991. Galumna longiclava ingår i släktet Galumna och familjen Galumnidae. Inga underarter finns listade i Catalogue of Life.